# Astropecten velitaris
Astropecten velitaris is een kamster uit de familie Astropectinidae.
De wetenschappelijke naam van de soort werd in 1865 gepubliceerd door von Martens.